# Улица Тпагричнери
Улица Тпагричнери (арм. Տպագրիչների փողոց — улица Печатников) — короткая (около 300 м) улица в Ереване, в центральном районе Кентрон, проходит между проездами улицы Вардананц параллельно самой улице.
Название улицы связано с располагавшейся неподалеку типографией и местом компактного расселения печатников.

## История
На улице 31 января 2013 года произошло покушение на кандидата в Президенты Армении Паруйра Айрикяна.

## Известные жители

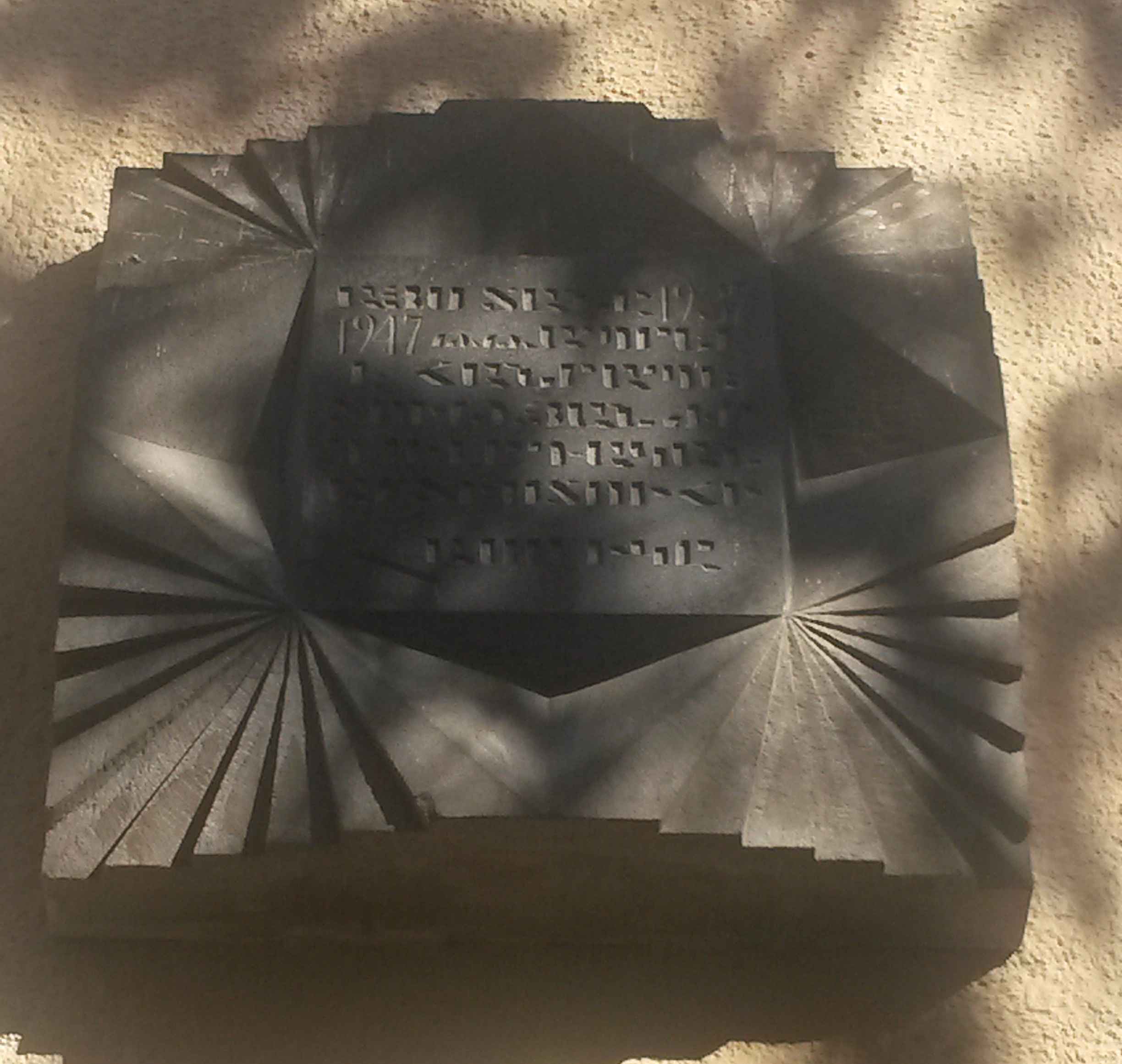
Мемориальная доска Асмик

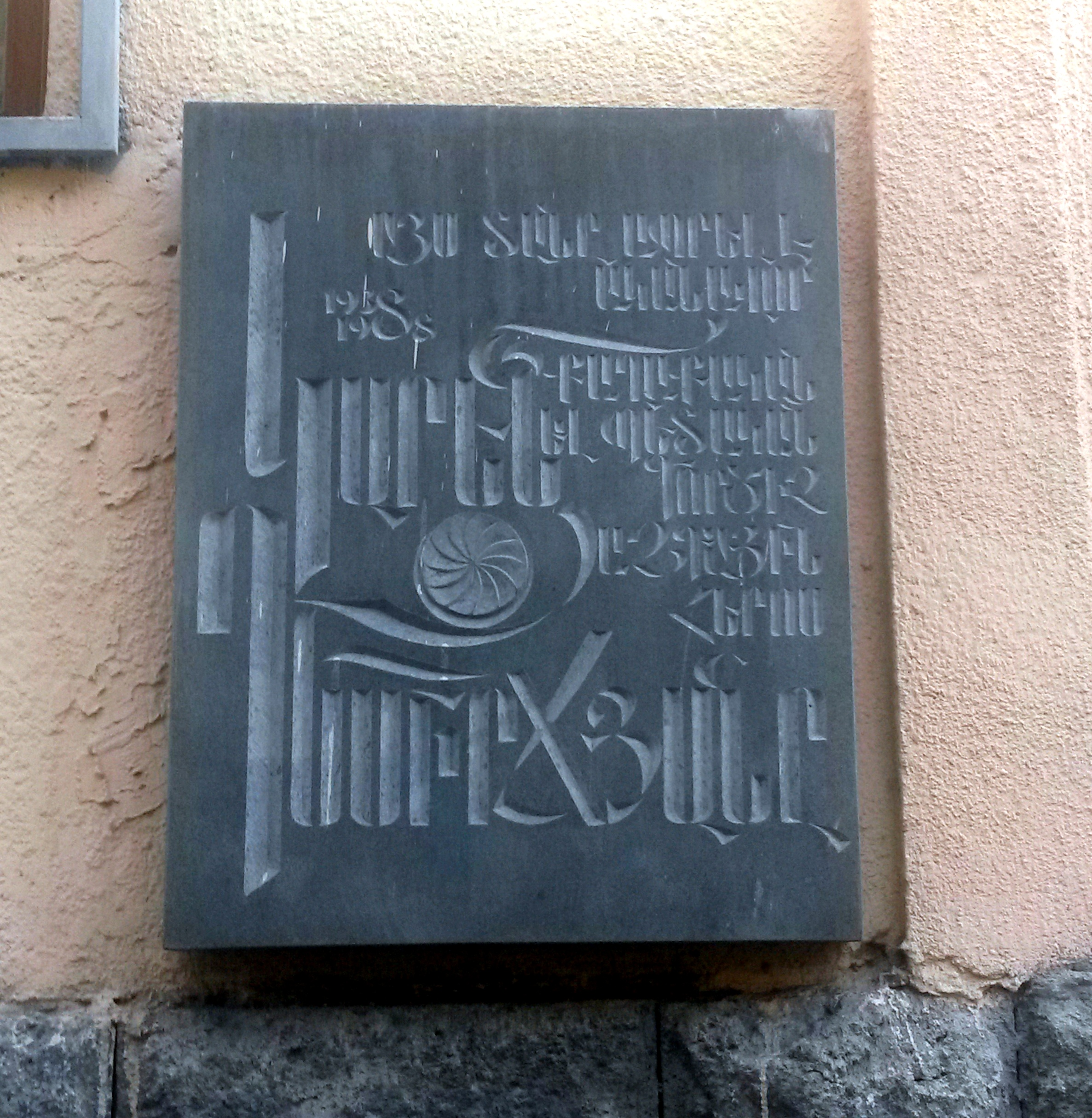
Мемориальная доска Карену Демирчяну

д. 5 — Асмик (мемориальная доска)
 — Карен Демирчян (мемориальная доска)